# La Cantina (sitio arqueológico)
La Cantina es un sitio arqueológico ubicado al sur de Casma perteneciente al Horizonte Temprano. Es uno de los yacimientos menos conocidos de la zona andina, a pesar de hallarse en un área arqueológicamente bien documentada y rodeada de otros emplazamientos famosos como Chankillo, Cerro Sechín o Pampa de las Llamas-Moxeke.

## Ubicación
La Cantina se emplaza en una amplia quebrada arenosa de leve pendiente resguardada por un sistema de desérticas colinas rocosas, bastante cerca al centro poblado de El Castillo, valle de Casma. Se accede por una trocha carrozable en mal estado de conservación. Desde allí es posible avistar el sitio de Pampa de las Llamas-Moxeke y un poco más lejos, Pampa Rosario (ambos ubicados en la margen opuesta del río).

## Arquitectura
Está compuesto de 2 sectores, el monumental y el funerario.

### Sector monumental
En su conjunto, fue calificado como un "Templo de tipo Chavín" por el célebre arqueólogo Julio César Tello, motivo por el cual es asignado al Horizonte Temprano. 

#### Templo principal
El templo principal propiamente dicho es una voluminosa estructura piramidal escalonada de dos niveles, secundada por una modesta plataforma adicional. 

#### Plazas
La zona monumental ostenta 3 plazas cercadas, todas de forma cuadrangular. La primera consiste en un pequeño atrio delante del templo principal. La segunda se ubica al frente de ambos, siendo de mayor extensión y flanqueada por dos corredores. La tercera también se adosa frontalmente a las adiciones anteriores, aunque es la que se encuentra en peor estado de conservación (en su mayoría se halla totalmente destruida).

#### Muralla perimétrica
Reducida en gran medida a cimientos, adquiere una silueta rectangular que encierra en su interior al templo y a las plazas. El lado oeste es el mejor conservado, mientras que el lado norte ha prácticamente desaparecido. Tello le asigna unas dimensiones de 200 metros de ancho y 300 de largo. 

#### Montículos secundarios
Deteriorados e incluso con rastros de saqueos, en las inmediaciones del templo amurallado se encuentran restos de recintos, muros y montículos menores intocados por investigaciones arqueológicas. Tello anota que la mampostería de uno de los montículos, compuesta por ladrillos de adobe, es visible gracias a un gran corte perpetrado por buscadores de tesoros. 

### Sector funerario
En las inmediaciones del flanco noroeste de la zona monumental, se halla un cementerio prehispánico intensamente saqueado. Por la superficie se identifican trozos de cerámica y osamentas humanas, restos claramente removidos de antiguas tumbas. Tello reporta que algunas de estas todavía se conservaban. Son descritas con forma de hoyo, tapizadas con piedras y ladrillos de adobe. Sobre la filiación cultural de los fragmentos de alfarería, indicó la presencia de cerámica tipos Santa clásico, Chimú negro y Casma (lo cual evidenciaría una reocupación tardía del yacimiento).

## Estado actual
La Cantina está totalmente abandonada, a merced del deterioro natural y el saqueo. La visita y anotaciones someras que Tello realizó en 1937 constituyen el mejor estudio del sitio por lo menos hasta inicios del siglo XXI. Se requiere una intervención urgente de la Municipalidad Provincial de Casma para concretar nuevos y mejores estudios a profundidad, así como iniciar con su puesta en valor y acondicionamiento al turismo.